# NestJS
NestJS, o simplemente Nest, es un framework web del lado del servidor basado en Node.js, publicado como software gratuito y de código abierto bajo una licencia MIT.

## Historia
En febrero de 2017, Kamil Myśliwiec se inspiró en Angular para construir un framework basado en Node.js con una arquitectura basada en Socket.IO y Express. Según el repositorio de GitHub de NestJS, la primera versión etiquetada, la versión 4.4.0, liberada el 23 de noviembre de 2017.
Durante los años siguientes, el framework amplió su funcionalidad y agregó soporte para adaptadores y controladores adicionales, como Fastify, para brindar más opciones a los desarrolladores. También introdujo la integración con las plataformas de intercambio de mensajes más populares, incluidos RabbitMQ  y Kafka, para facilitar la comunicación en sistemas distribuidos.
NestJS es utilizado por Sanofi, Adidas, Autodesk, Mercedes-Benz, GitLab, Red Hat, BMW, Roche, IBM, Decathlon, Société Générale, JetBrains, TotalEnergies, Capgemini, REWE digital y otros.